# Jacob en Annagasthuis
Het Jacob- en Annagasthuis is een hofje aan het Gasthuisstraatje in de Nederlandse stad Groningen.

## Geschiedenis
Het Jacob- en Annagasthuis werd gesticht op het einde van de 15e eeuw door Jacob Grovens en zijn vrouw Eteke Sluchtinge. De stichtingsbrief is van 19 februari 1495. Het gasthuis werd in opdracht van de ouders van Etteken opgericht ter ere van Anna, de moeder van Maria, en van de apostel Jacobus. Het gasthuis was bedoeld als goedkope huisvesting voor 12 arme Groningers, die er kost en inwoning genoten. Het gasthuis kreeg vanwege het uitgedeelde voedsel als bijnaam Lekkerbeetjesgasthuis. In 1539 kon het aantal plaatsen met 5 worden uitgebreid door een legaat van mr. Ulphart Sibrandes, proost te Loppersum.
In 1899 overleed in het gasthuis de toenmalige oudste inwoner van Nederland, Geert Adriaans Boomgaard, op 110-jarige leeftijd. Hij had 34 jaar in het gasthuis gewoond. 
In 1976 werd het gasthuis gesloten en verkocht aan de BV Stadsherstel die er studenten in huisvestte. In 1982 werd het als complex woningwetwoningen, namelijk 15 "Van Dam-eenheden" voor één en tweepersoons huishoudens, met enkele gemeenschappelijke ruimtes, geschikt gemaakt voor bewoning in de huidige tijd door de Maatschappij tot Verbetering van Woontoestanden (tegenwoordig De Huismeesters).

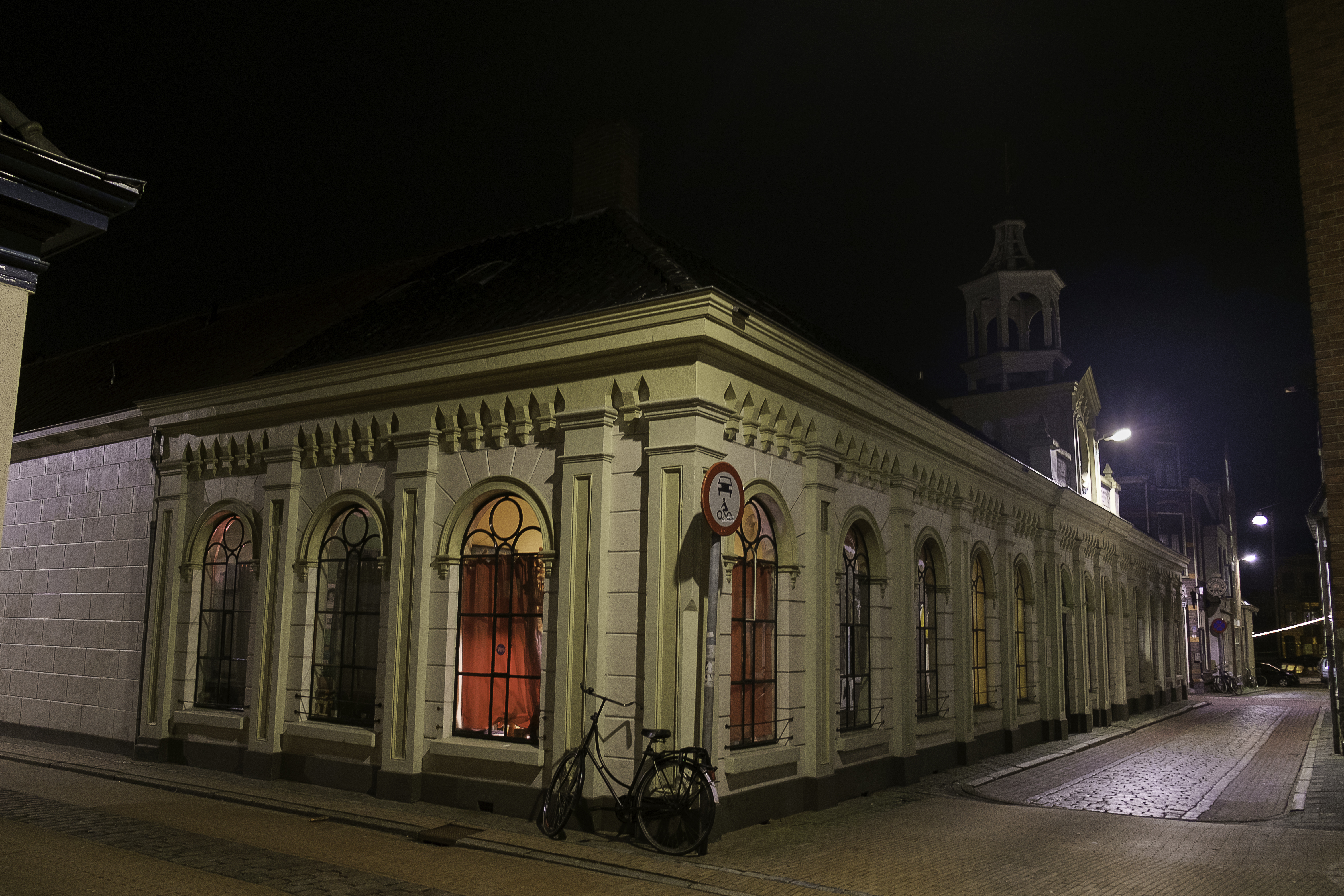
Jacob- en Annagasthuis bij avond

Aduardergasthuis ·
Anna Varvers Convent ·
Armhuiszitten Convent ·
Hofje Ceramstraat ·
Corneliagasthuis ·
Doopsgezind Gasthuis ·
Gerarda Gockingahuis ·
Hesselinkstichting ·
Jacob en Annagasthuis · 
Juffer Margarethagasthuis ·
Juffer Tette Alberdagasthuis ·
Jan Luitjensgasthuis ·
Mepschengasthuis ·
Middengasthuis (Kleine Rozenstraat) ·
Middengasthuis (Grote Leliestraat) ·
Latteringe Gasthuis ·
Pelstergasthuis ·
Pepergasthuis ·
Pieternellagasthuis ·
Remonstrants Gasthuis ·
Rustoord ·
Sint Anthonygasthuis ·
Sint Martinusgasthuis ·
Hofje Tellegenstraat ·
Ter Schouw-Van Sanen Stichting ·
Typografengasthuis ·
Ubbenagasthuis ·
Vrouw Fransensgasthuis ·
Vrouw Wilsoors- of Aaffien Olthofsgasthuis ·
Weldadige Stichting Ketelaar-Bos ·
Wytzes- of Schoonbeeksgasthuis ·
Zeylsgasthuis